# Linus Chumba
Linus Chumba (né le 9 février 1980) est un athlète kényan spécialiste des courses de fond.
Auteur de la meilleure performance de sa carrière sur 3 000 mètres lors de la saison 2009 (7 min 53 s 52 à Solihull), Linus Chumba remporte le 3 000 mètres steeple du Meeting de Gateshead 2010, quatrième étape de la ligue de diamant, dans le temps de 8 min 19 s 72.

## Records personnels
- 3 000 m : 7 min 53 s 52 (2009)
- 3 000 m steeple : 8 min 11 s 98 (2005)
- 5 000 m : 13 min 21 s 52 (2005)